# Dvärgmakropod
Dvärgmakropod (Pseudosphromenus dayi) är en fiskart som först beskrevs av Köhler, 1908.  Dvärgmakropod ingår i släktet Pseudosphromenus och familjen Osphronemidae. IUCN kategoriserar arten globalt som sårbar. Inga underarter finns listade i Catalogue of Life.